# Лампросоматины
Лампросоматины (лат. Lamprosomatinae) — подсемейство жуков семейства листоедов. Тело яйцевидное; на эпиплеврах надкрылий 3 ямки; стерниты брюшка не сужены посередине; усики с увеличенными 7-м и 9-м члениками (в то время как 8-й членик очень маленький). Единственная находка подсемейства в ископаемом состоянии была сделана в балтийском янтаре.

## Систематика
В составе подсемейства:
- Lamprosoma Kirby, 1818
- Oomorphoides Monros, 1956
- Oomorphus Curtis, 1831